# Dini-derivált
A matematika tudományában, közelebbről a matematikai analízisben, az alsó és felső Dini-derivált a derivált fogalmának kiterjesztése nem feltétlenül differenciálható, de az analízis szempontjából értelmezhető tulajdonságú, például folytonos vagy Lipschitz-tulajdonságú függvények esetén.

## Definíció
Ha f valós-valós függvény, akkor a Dini-féle felső deriválton az értelmezési tartomány egy x pontja esetén a következőket értjük: 
{\displaystyle f'_{+}(x)=\lim _{h\rightarrow 0}\sup {\frac {f(x+h)-f(x)}{h}}}
itt a limesz szuperior a következő  függvénytani értelmben értendő:
{\displaystyle \lim _{\varepsilon \to 0}\sup \left\{{\frac {f(x+h)-f(x)}{h}}:h\in \mathrm {Dom} (f)\cap B(0;\varepsilon )\right\}}
ahol Dom( f ) az f függvény értelmezési tartományát jelöli.
Másrészt a Dini-féle alsó derivált az értelmezési tartomány egy x pontjában:
{\displaystyle f'_{-}(x)=\lim _{h\rightarrow 0}\inf {\frac {f(x+h)-f(x)}{h}}}
ahol a limesz inferior a következő:
{\displaystyle \lim _{\varepsilon \to 0}\inf \left\{{\frac {f(x+h)-f(x)}{h}}:h\in \mathrm {Dom} (f)\cap B(0;\varepsilon )\right\}}

## Példa az alkalmazásukra
Ez a deriváltfajta lényeges szerepet kap a Riemann-integrálhatóság elméletében. Például a határozott Riemann-integrál helyettesítési tételének érvényes egy olyan változata, amikor az érdeklődésünk homlokterében a transzformáló G függvény áll. Ha tehát feltesszük, hogy a lipschitzes G függvény a korlátos és zárt [a,b] intervallumot az ugyanilyen [α,β] intervallumba képezi olymódon, hogy G majdnem mindenhol erősen differenciálható és majdnem mindenhol injektív, akkor  tetszőleges [α,β]-n Riemann-integrálható f esetén fennáll a következő integráltranszformációs tétel:
{\displaystyle \int \limits _{\alpha }^{\beta }f=\int \limits _{a}^{b}(f\circ G)\cdot g}
ahol a g függvény a G felső Dini-deriváltja.